# 8988 Hansenkoharcheck
A 8988 Hansenkoharcheck (ideiglenes jelöléssel (8988) 1979 MA4) egy kisbolygó a Naprendszerben. Eleanor F. Helin és Schelte J. Bus fedezte fel 1979. június 25-én.